# Губно-зубний носовий приголосний
Губно-зубний носовий приголосний — приголосний звук, що існує в деяких мовах. У Міжнародному фонетичному алфавіті записується як ⟨ɱ⟩ («m» з гачком ліворуч), або ⟨m⟩ з зубним діакритиком — [m̪]. В українській мові цей звук передається на письмі літерою м. Фонема /ɱ/ зустрічається рідко. Зазвичай звук [ɱ] є алофоном /m/ перед звуками [f] або [v].

## Назва
- Губно-зубний зімкнено-носовий приголосний
- Губно-зубний носовий приголосний (англ. labiodental nasal)
- Дзвінкий губно-зубний зімкнено-носовий приголосний
- Дзвінкий губно-зубний носовий приголосний (англ. voiced labiodental nasal)
- Дзвінкий лабіодентальний зімкнено-носовий приголосний
- Дзвінкий лабіодентальний носовий приголосний
- Лабіодентальний зімкнено-носовий приголосний
- Лабіодентальний носовий приголосний

## Властивості
Властивості «губно-зубного носового»:
- Тип фонації — дзвінка, тобто голосові зв'язки вібрують від час вимови.
- Спосіб творення — зімкнений, тобто повітряний потік повністю перекривається.
- Місце творення — губно-зубне, тобто він артикулюється нижньою губою проти верхніх зубів.
- Це носовий приголосний, тобто повітря вільно виходить крізь ніс.
- Це центральний приголосний, тобто повітря проходить над центральною частиною язика, а не по боках.
- Механізм передачі повітря — егресивний легеневий, тобто під час артикуляції повітря виштовхується крізь голосовий тракт з легенів, а не з гортані, чи з рота.

## Приклади
| Мова        | Мова        | Слово     | МФА           | Значення     | Примітки                  |
| ----------- | ----------- | --------- | ------------- | ------------ | ------------------------- |
| англійська  | англійська  | symphony  | [ˈsɪɱfəni]    | симфонія     | Див. англійська фонетика  |
| гебрейська  | гебрейська  | סימפוניה  | [siɱˈfoɲa]    | симфонія     | Див. гебрейська фонетика  |
| голландська | голландська | omvallen  | [ˈʔɔɱvɑlə(n)] | перекидатися | Див. голландська фонетика |
| грецька     | грецька     | έμβρυο    | [ˈe̞ɱvrio̞]     | ембріон      | Див. грецька фонетика     |
| данська     | данська     | symfoni   | [syɱfoˈniˀ]   | симфонія     | Див. данська фонетика     |
| італійська  | італійська  | invece    | [iɱˈveːt͡ʃe]   | навпаки      | Див. італійська фонетика  |
| іспанська   | іспанська   | influir   | [iɱfluˈiɾ]    | впливати     | Див. іспанська фонетика   |
| каталанська | каталанська | càmfora   | [ˈkaɱfuɾə]    | камфора      | Див. каталанська фонетика |
| македонська | македонська | трамвај   | [traɱˈvaj]    | трамвай      | Див. македонська фонетика |
| норвезька   | норвезька   | komfyr    | [kɔɱˈfyːɾ]    | пічка        | Див. норвезька фонетика   |
| румунська   | румунська   | învăța    | [ɨɱˈvət͡sä]    | вчитися      | Див. румунська фонетика   |
| сербська    | сербська    | трамвај   | [trǎɱʋaj]     | трамвай      | Див. сербська фонетика    |
| словенська  | словенська  | simfonija | [siɱfɔˈníːja] | symphony     | Див. словенська фонетика  |
| угорська    | угорська    | 'hamvad   | [ˈhɒɱvɒd]     | тліти        | Див. угорська фонетика    |
| фінська     | фінська     | kamferi   | [ˈkɑɱfe̞ri]    | камфора      | Див. фінська фонетика     |
| чеська      | чеська      | tramvaj   | [ˈtraɱvaj]    | трамвай      | Див. чеська фонетика      |
| шведська    | шведська    | amfibie   | [aɱˈfiːbjɛ]   | амфібія      | Див. шведська фонетика    |